# Marjorie Merriweather Post

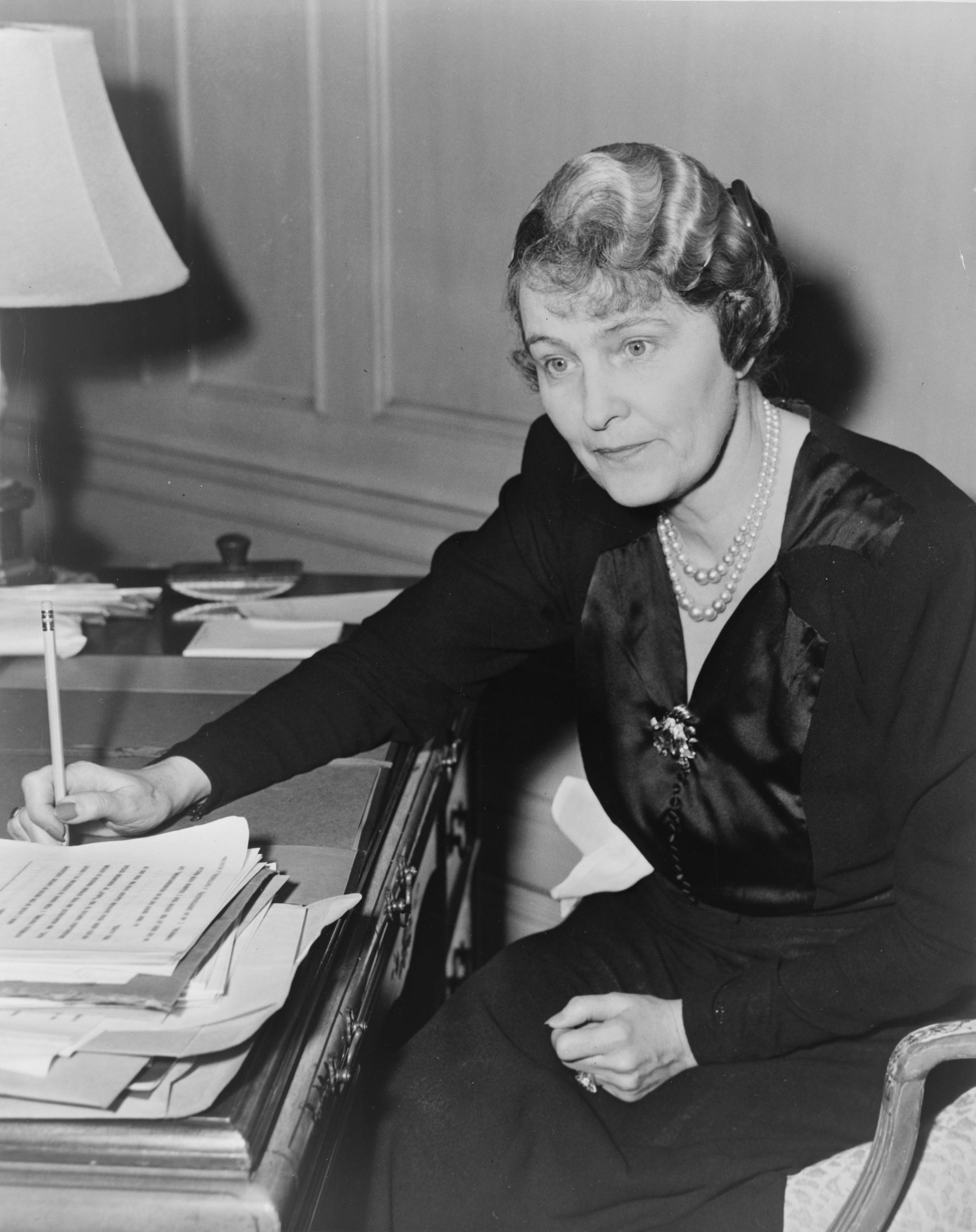
Marjorie Merriweather Post, 1942

Marjorie Merriweather Post (* 15. März 1887 in Springfield (Illinois); † 12. September 1973 in Washington, D.C.) war Inhaberin von General Foods und Kunstsammlerin. Mit ihrem geschätzten Vermögen von 250 Millionen US-Dollar zählte sie zu den vermögendsten Frauen der Vereinigten Staaten.

## Leben

### Elternhaus

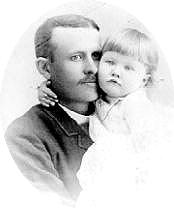
Charles W. Post und seine Tochter Marjorie

Marjorie Merriweather Post wurde 1887 als Tochter des Unternehmers Charles W. Post und Ella Letitia Merriweather geboren. C. W. Post war Gründer der Postum Cereal Company, später Post Cereals.

### Ehe mit Edward Bennett Close
1905 heiratete Marjorie den Anlagebankier Edward Bennett Close aus Greenwich (Connecticut). Aus dieser Ehe gingen die beiden Töchter Adelaide und Eleanor hervor. 1919 ließ sich das Paar scheiden. Mit seiner zweiten Frau hatte Edward Close einen Sohn namens William Taliaferro Close, den Vater der Schauspielerin Glenn Close.

### Ehe mit Edward Hutton

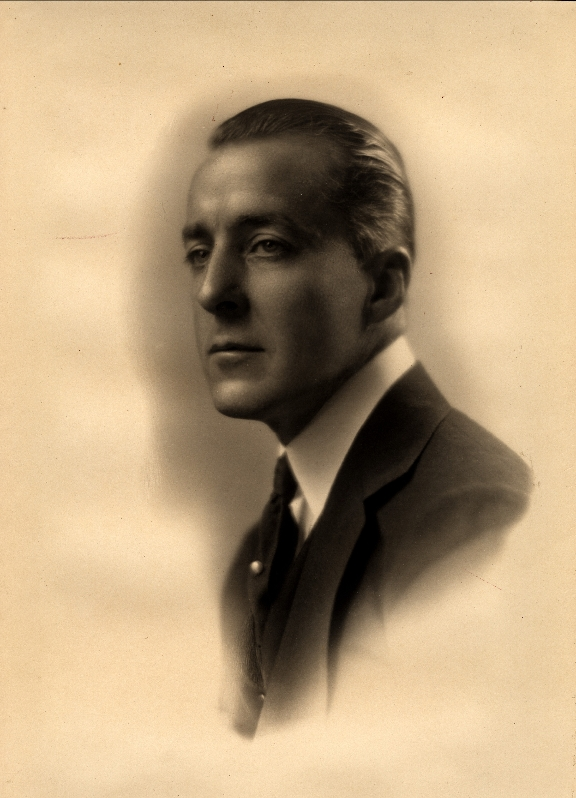
Edward Francis Hutton

Edward Francis Hutton war Wertpapierhändler an der Wall Street und selbst mehrfacher Millionär. Seine erste Frau Blanche Horton war 1919 an der Spanischen Grippe gestorben. 1920 heiratete er Marjorie. 1923 bekam das Paar seine einzige gemeinsame Tochter Nedenia, diese wurde Schauspielerin und nahm den Künstlernamen Dina Merrill an.
Edward hatte mehrere Affären mit anderen Frauen; als diese ihr bekannt wurden, ließ sich Majorie im August 1935 scheiden.

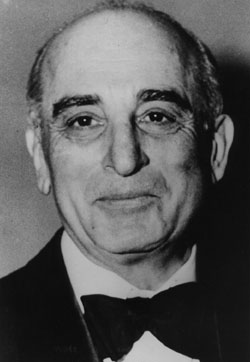
Joseph E. Davies

### Ehe mit Joseph Davies
Noch im gleichen Jahr heiratete sie den amerikanischen Anwalt Joseph E. Davies. Davies, der auch Wirtschaftsberater von US-Präsident Woodrow Wilson war, wurde zum Botschafter in Moskau ernannt, wo das Paar von 1937 bis 1938 lebte. Diese Zeit wurde in dem Hollywoodfilm Botschafter in Moskau dargestellt. 1938 wurde Davies Botschafter in Belgien. Das Paar kehrte 1938 in die Vereinigten Staaten zurück; die Ehe wurde 1955 geschieden.

### Ehe mit Herbert A. May
1958 heiratete Marjorie zum vierten Mal. Ihr Bräutigam war der wohlhabende Geschäftsmann Herbert A. May aus Pittsburgh. Diese Ehe wurde 1964 geschieden. Danach führte Majorie wieder ihren ursprünglichen Namen Marjorie Merriweather Post.

## Leistungen und Lebensführung

### Wirtschaft
Charles W. Post machte seine Tochter frühzeitig mit der Unternehmensführung vertraut. Er brachte ihr Überwachung der Produktion und die Teilnahme an Vorstandssitzungen bei. Als der Vater 1914 starb, übernahm die damals 27 Jahre alte Marjorie die Leitung der Firma.
Ihr zweiter Mann Edward Hutton wurde Vorstandsvorsitzender; gemeinsam erweiterte das Paar die Produktpalette. Nach der Übernahme zahlreicher anderer Lebensmittelunternehmen wurde der Name in General Foods Corporation geändert. Die Firma wurde 1985 an Philip Morris verkauft und gehört heute zu Mondelez International.

### LuxusyachtSea Cloud
Ihr damaliger Ehemann Edward ließ die Viermastbark Hussar II als Hochzeitsgeschenk bauen. Marjorie kümmerte sich in den ersten Jahren intensiv darum, die Yacht nach ihrem Geschmack einzurichten. Dazu mietete sie ein Lagerhaus in Brooklyn und baute die Inneneinrichtung zunächst dort maßstabsgerecht auf. Die Hussar II war die größte und luxuriöseste Privatyacht, die es damals gab. Zwischen 1932 und 1935 unternahmen die Huttons zahlreiche private Kreuzfahrten mit prominenten Gästen aus Hochadel, Film- und Geschäftswelt.
Nach der Scheidung wollte Edward Hutton den Namen Hussar für seine nächste Yacht verwenden, und so benannte Marjorie die Hussar II in Sea Cloud um und ließ den ursprünglich schwarzen Schiffsrumpf weiß streichen. Als Joseph Davies Botschafter in Moskau wurde, wurde die Sea Cloud nach Leningrad verlegt. Marjorie knüpfte in dieser Zeit viele Kontakte zu Diplomaten, die die abhörsichere Sea Cloud gerne für Treffen nutzten. Als Davies nach Belgien versetzt wurde, wurde die Sea Cloud nach Antwerpen verlegt.
Zwischen 1942 und 1944 stellte Marjorie die Sea Cloud der United States Coast Guard für den Einsatz im Zweiten Weltkrieg zur Verfügung. Anschließend musste die Yacht aufwändig restauriert werden. 1952 verkaufte Marjorie die Sea Cloud an den Diktator der Dominikanischen Republik, Rafael Trujillo.

### Sommersitz Mar-a-Lago

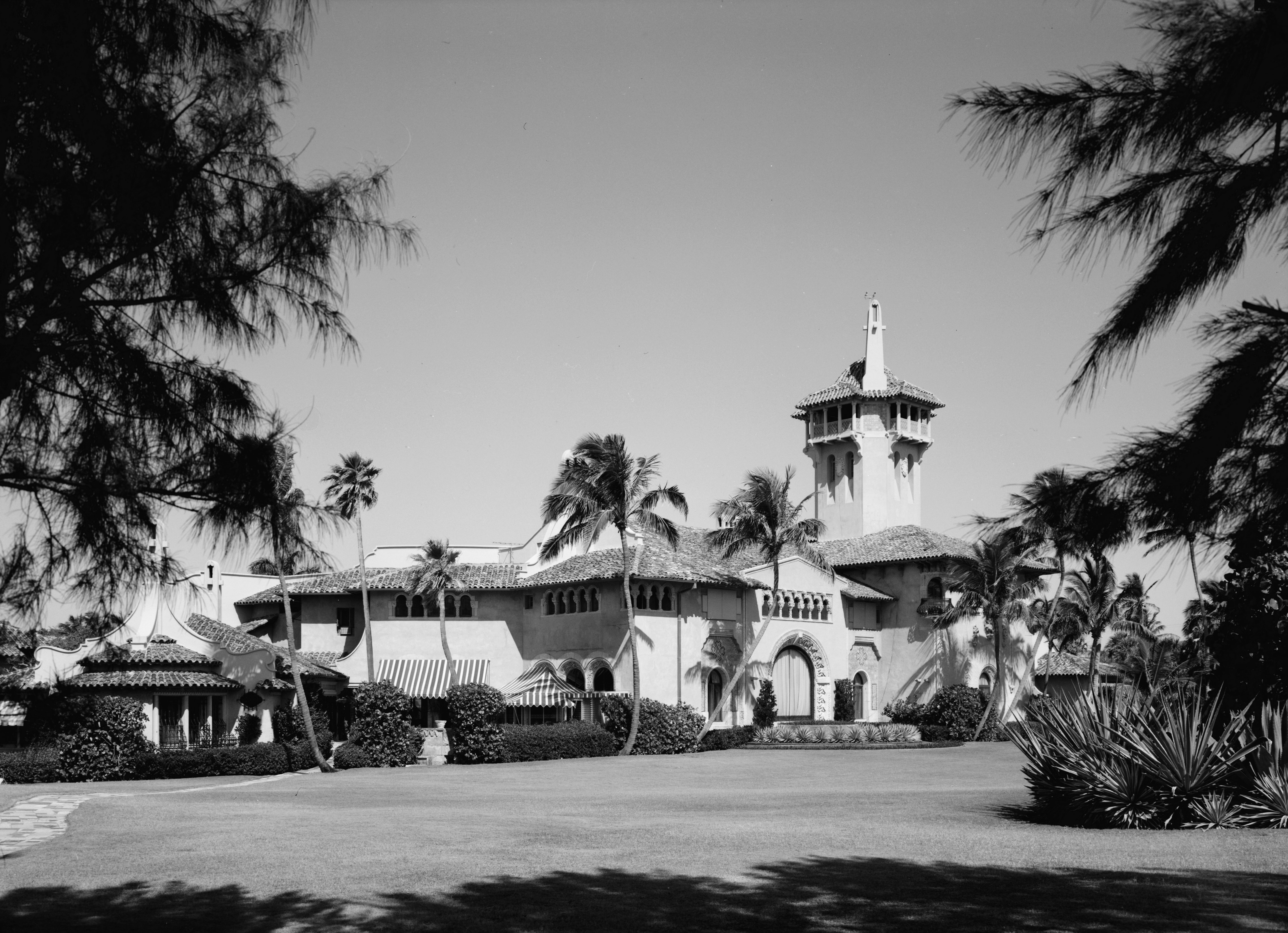
Mar-a-Lago auf Palm Beach Island (1967)

Ebenfalls während ihrer Ehe mit Edward Hutton ließ Marjorie zwischen 1924 und 1927 den Sommersitz Mar-a-Lago in Palm Beach bauen. Der Architekt Joseph Urban entwarf das 10.219 m² große Anwesen mit 118 Zimmern im spanischen Stil. Der Name ist spanisch für „Meer am See“. Im Dezember 1980 wurde Mar-A-Lago zur National Historic Landmark erklärt. Das Anwesen ist seit 1985 im Besitz von Donald Trump, der es von der Post Foundation erworben hatte.

### Hillwood in Brookville
Neben Mar-a-Lago besaßen die Huttons mit Hillwood noch ein großes Anwesen in Brookville auf Long Island.
Marjorie verkaufte das Anwesen 1954 an die Long Island University für 200.000 US-Dollar. Aus dem Anwesen wurde der Long Island University C. W. Post Campus, der mit 1,24 km² der größte Campus der Universität ist.

### Kunstsammlung
Nach der Heirat von Edward zog das Paar nach New York und lernte dort einflussreiche Familien der Gesellschaft kennen. Von diesen übernahm sie das Interesse an Kunst und begann, Einrichtungsgegenstände für ihre New Yorker Wohnung zu kaufen. Theoretische Grundlagen erwarb sie sich durch den Besuch mehrerer Kunstkurse.
In der Moskauer Zeit begann sie, russische Ikonen, Porzellan, Silberbestecke und Schmuckstücke von Fabergé zu sammeln, die den Grundstein ihres Nachlasses russischer Kunst bildeten.
Sie war eine langjährige Kundin des Juweliers Cartier.
Zu ihrer Schmucksammlung zählen ein Paar Diamantohrringe aus dem Besitz von Marie-Antoinette, ein Diamant-Türkis-Kollier, das Napoleon I. seiner zweiten Frau Marie-Louise von Österreich geschenkt hatte, der Blue Heart Diamant von 30,82 Karat sowie ein Smaragd-Diamant-Kollier aus dem Besitz von Ferdinand Maximilian von Österreich.
Die Fabergé-Eier „Lila-Ei mit 12 Monogrammen“ und „Ei Katharina die Große“ sind heute im „Hillwood Museum, Washington DC, USA“ ausgestellt.

### Hillwood in Washington
Nach der Scheidung von Joseph E. Davies kaufte Marjorie 1955 das Anwesen Hillwood in Washington, D.C., um dort zu leben und ihre Kunstsammlung unterzubringen. 1958 stellte sie den Kunsthistoriker Marvin Ross ein, der sie bei weiteren Kunstkäufen und der Präsentation der Objekte in ihrem Haus beriet. Nach ihrem Tod hinterließ sie Hillwood einschließlich der Kunstsammlung als ein öffentliches Museum. Es ist heute als Hillwood Museum, Estate & Gardens zu besichtigen.

## Auszeichnungen
Während des Ersten Weltkriegs spendete Marjorie Merriweather Post für den Bau von Feldlazaretten in Frankreich. Dafür wurde sie später in die französische Ehrenlegion aufgenommen.
1971 wurde sie als eine der ersten drei Frauen mit dem Silver Fawn Award der Boy Scouts of America ausgezeichnet. Der Silver Fawn Award wurde zwischen 1971 und 1974 als Pendant zum Silver Beaver Award an Frauen verliehen.